# 2003年堪培拉叢林大火
2003年堪培拉叢林大火于当年1月18日至22日造成了多例人员死亡，超過490人受傷，並對堪培拉郊區及外围区域造成了嚴重破壞。澳洲首都領地內的牧場、森林及自然公園將近70%受到嚴重破壞。著名的斯壯羅山天文台遭到大面積損毀。在將近一周的燃燒後，火災於2003年1月18日進入了堪培拉郊區。在接下來的10個小時內，有4人死亡，超過500所住宅严重損毀，需要大幅度救济和重建。

## 資料來源
1. ↑  . Australian Disaster Resilience Knowledge Hub.   [2020-11-24]. （原始内容存档于2020-11-11）.